# Asesoría educativa
En el ámbito educativo, la asesoría se concibe como un proceso en el que se da asistencia, apoyo mediante la sugerencia, ilustración u opinión con conocimiento a los y las directivas o colectivos de las instituciones escolares en busca de la mejora. Este acompañamiento puede ser realizado por un asesor (a), especialista o generalista; ya sea interno (a) (personal de la institución) o externo (a), (persona ajena a la institución). El proceso inicia acordando la estrategia con el directivo (a) indicando el papel que tendrán ambos ante el colectivo escolar  para  realizar el plan de mejora. Es importante presentar una propuesta de trabajo al colectivo; desde la elaboración del diagnóstico, mediante la revisión de fuentes de información y datos de la escuela, posteriormente al revisar y analizar la información se detecta la problemática escolar, hacen un plan de acción, lo ejecutan, le dan seguimiento a las acciones y evalúan sus logros, lo que puede llevan a un replanteamiento de acciones en caso de no haber alcanzado los resultados esperados. Este acompañamiento fortalece el aprendizaje del colegiado, transitando hacia una gestión autónoma, en la que no se dependa del asesor o asesora para la implementación de otros proyectos de mejora.
Hoy en día el asesor debe ser un profesional y es por ello que se está proponiendo la certificación de asesores.

## Modelos de asesoría a los centros escolares
Es una realidad que resulta muy difícil perfilar un modelo de asesoría idóneo. Sin embargo, Nieto Cano presenta una clasificación muy adecuada bajo la  de la asesoría como un "proceso de ayuda basado en la interacción profesional y orientado a la resolución de problemas de la institución escolar", es decir, se involucra a una parte que brinda la asesoría y a otra que la recibe, implicando en esta relación un amplio campo de actividades, pero guardando una relación directa o indirecta con los aspectos educativos que concierne a los alumnos.
Es importante para el asesor ser consciente que su rol debe basarse en "trabajar con..." en lugar de "intervenir sobre" (Liberman), ya que precisamente la intención de la asesoría educativa es detonar procesos de cambio basados en la reflexión, análisis y toma de decisiones de quienes son asesorados. Estos procesos de cambio, apropiación de condiciones y compromisos internos que se acuerden son los que realmente propician la mejora de los centros escolares (Malhaffy), a diferencia de aquellos compromisos, condiciones y falsos procesos impuestos desde el exterior.
El asesor educativo requiere especializarse en ciertos contenidos de su área, métodos, técnicas, procedimientos y desarrollar las habilidades necesarias para animar las situaciones de mejora de las instituciones y docentes involucrados.

### Modelo de intervención
Define un tipo de asesoramiento educativo donde el punto de vista que predomina es el de la persona que brinda la asesoría. Es el asesor quien diagnostica, interpreta y define desde su propia conceptualización la realidad de la parte asesorada para prescribir las acciones que permitirán solucionar las situaciones problemática.

### Modelo de facilitación
Define un tipo de asesoramiento centrado en el punto de vista de la parte asesorada. En este modelo el sentido de las decisiones y acciones es de igual forma unilateral, pero bajo el punto de vista del asesorado. El papel del asesor no consiste en diagnósticar un problema y sugerir una solución como en el modelo anterior sino, en buscar como ayudar al educando para que sea este mismo quien diagnóstique su problema y él mismo quien busque una solución al mismo.

### Modelo de colaboración
Define un tipo de asesoramiento educativo basado en la interdependencia de ambas partes (asesor y asesorado). La toma de decisiones para la resolución de las problemáticas es de manera consensual, ejercitando en igualdad de estatus y responsabilidad compartida. Este modelo defiende la interdependencia y la convergencia de los puntos de vista de ambos actores en torno a la definición de problemas, el diseño de posibles soluciones, su puesta en marcha, evaluación y, de ser necesario, readaptación, para un aprendizaje mutuo.

## Modelos de asesoría a estudiantes
Desarrollado por especialistas docentes bajo el nuevo concepto del acompañamiento pedagógico fuera del salón de clases, con un predominio de flexibilidad. Este proceso busca reforzar las brechas académicas identificadas en el alumno para mejorarlas y ayudarlo a alcanzar sus objetivos más inmediatos. Este pensamiento presuntamente de orígenes europeos ha conseguido un vasto desenvolvimiento en América Latina con muchas experiencias de éxito. 
Todo esto representa un nuevo paradigma educativo que debe ser único e integrado, en el cual el aspecto técnico, administrativo y pedagógico debe ser relevante y aplicable a la globalización y transversalidad que lleva a cabo el docente durante la ejecución del proyecto pedagógico en el aula y que será completado por el especialista en la casa.
En este sentido, el alumno como ejecutor de este proceso requiere más herramientas que las que en antaño le daban el acompañamiento de padre o madre.
Es aquí donde la asesoría educativa adquiere una gran importancia, ya que cubrirá las expectativas, sirviendo de guía en los procedimientos a seguir en el acompañamiento pedagógico fuera del aula y en concordancia con los lineamientos de los nuevos programas ofrecidos por la educación moderna del país, dándole a los alumnos la oportunidad de un mayor éxito escolar y universitario.
La asesoría educativa es necesaria en los colectivos escolares, pero este escenario da origen a una reflexión profunda acerca del supuesto de que la enseñanza, como actividad orientada por el docente, no tiene una relación directa, lineal, con los aprendizajes de los alumnos.Se trata de dos procesos (enseñar y aprender), cuya relación es compleja, y en todo caso, es uno de los problemas objeto de diálogo del proceso de asesoramiento. Lo importante es que
el asesor pueda construir junto con el asesorado el espejo reflexivo, indispensable, para acceder a las representaciones
internas, ocultas, en la práctica; y, sólo después de ello, es conveniente trabajar en la construcción de ese otro espejo que ayude al docente a comparar su práctica, con modelos o teorías de aprendizaje; para apoyar la imaginación de lo posible, y construir el proyecto de mejora de su práctica.
Conviene insistir en que esas estrategias reflexivas, orientadas a la mejora del aprendizaje es tarea del asesorado, pero acompañado, asistido, por el asesor.